# 萩尾彬
萩尾 彬（はぎお あきら、1月6日 - ）は日本の漫画家。愛知県出身。血液型はO型。作品に『シュガー☆ファミリー』がある。

## 作品リスト

### 連載
- シュガー☆ファミリー（『LaLa DX』2005年11月号 - 2009年9月号）
- サクラの秘事（『LaLa』2011年5月号・『LaLa DX』2011年11月号 - 2013年5月号）
- Fの迷宮（『黒LaLa』2011年10月号・『LaLa DX』2012年7月号 - 2012年9月号）
- 幸福の王子さま（『LaLa』2013年9月号 - 2013年11月号）
- 結婚×レンアイ。（『Love Silky』Vol.26〈2015年〉 - 連載中）
- それは密室の出来事（『楽園』Web増刊〈2016年〉 - 連載中）

### 読み切り
- 太陽とひまわり（『LaLa DX』2002年1月号） - 第118回LMSベストルーキー賞受賞。
- フェイス オブ フェイク（『LaLa DX』2002年3月号） - 第26回白泉社アテナ新人大賞佳作受賞、『シュガー☆ファミリー』4巻に併録。
- KID×BOX（『LaLa DX』2002年7月号） - 『シュガー☆ファミリー』5巻に併録。
- 魔法の輪（『LaLa DX』2002年9月号）
- プライベート・プリンセス（『LaLa DX』2002年11月号） - 『シュガー☆ファミリー』1巻に併録。
- チョコレート☆クラッシュ（『LaLa』2003年3月号） - 『シュガー☆ファミリー』2巻に併録。
- ショコラトル（『LaLa DX』2003年3月号） - 『シュガー☆ファミリー』3巻に併録。
- 七月の花嫁（『LaLa DX』2003年7月号） - 『悪魔のパズル』に収録。
- ハートの王子とスペードの女王（『LaLa DX』2004年5月号）
- 君の万能な左手（『LaLa DX』2004年9月号、『LaLa DX』2005年1月号） - 『幸福の王子さま』に収録。
- サンタの忘れた街で。（『LaLa Special』2004年12月号）
- 悪魔のパズル（『LaLa DX』2009年1月号） - 『悪魔のパズル』に収録。
- カリガミの姫君（『LaLa DX』2010年1月号） - 『悪魔のパズル』に収録。
- 彼と彼女と+1（『LaLa Special』2010年6月号） - 『悪魔のパズル』に収録。
- 夜空のアルビレオ（『LaLa』2014年2月号）
- ヒロイン（不）在（『AneLaLa』2014年10月号）

### 書籍
- 『シュガー☆ファミリー』、白泉社〈花とゆめコミックス〉2006年 - 2009年、全6巻
- 『悪魔のパズル』白泉社〈花とゆめコミックス〉、2011年10月5日発売[1]、ISBN 978-4-592-18698-4
- 『サクラの秘事』、白泉社〈花とゆめコミックス〉2012年 - 2013年、全2巻
- 『Fの迷宮』白泉社〈花とゆめコミックス〉、2012年12月5日発売[2]、ISBN 978-4-592-19148-3
- 『幸福の王子さま』白泉社〈花とゆめコミックス〉、2014年1月4日発売[3]、ISBN 978-4-592-19518-4
- 『結婚×レンアイ。』、白泉社〈白泉社レディース・コミックス〉2015年 - 、既刊10巻（2024年12月現在）
  1. 2015年9月4日発売[4]、ISBN 978-4-592-15591-1
  2. 2016年9月5日発売[5]、ISBN 978-4-592-15592-8
  3. 2017年5月2日発売[6]、ISBN 978-4-592-15593-5
  4. 2017年12月5日発売[7]、ISBN 978-4-592-15594-2
  5. 2018年9月5日発売[8]、ISBN 978-4-592-15595-9
  6. 2019年10月4日発売[9]、ISBN 978-4-592-15596-6
  7. 2020年9月4日発売[10]、ISBN 978-4-592-15597-3
  8. 2021年11月5日発売[11]、ISBN 978-4-592-15598-0
  9. 2022年8月5日発売[12]、ISBN 978-4-592-15599-7
  10. 2024年12月5日発売[13]、ISBN 978-4-592-15600-0
- 『それは密室の出来事』、白泉社〈楽園コミックス〉2019年 - 、既刊2巻（2022年7月現在）
  1. 2019年7月31日発売[14][15]、ISBN 978-4-592-71153-7
  2. 2022年7月29日発売[16]、ISBN 978-4-592-71206-0